# Île de Saint-Patrick
Pour les articles homonymes, voir Saint-Patrick.
L'île de Saint-Patrick, Ellan Noo Perick ou Ynnys Pherick en mannois, anciennement Inis Patraic, est une petite île britannique située à proximité immédiate de l'île de Man à laquelle elle est reliée par une chaussée. Entièrement entourée de falaises, elle est située à côté de la ville de Peel, à laquelle elle est reliée par la plage de Fenella au moyen d'une chaussée.
La majorité de l'île est occupée par les ruines du château de Peel comprenant l'église Saint-Patrick, une tour irlandaise et la cathédrale Saint-German tombée en ruine au XVIIIe siècle. L'île est un site touristique du fait de ses ruines que l'on peut visiter mais aussi du fait qu'elle constitue un sanctuaire marin.

## Histoire

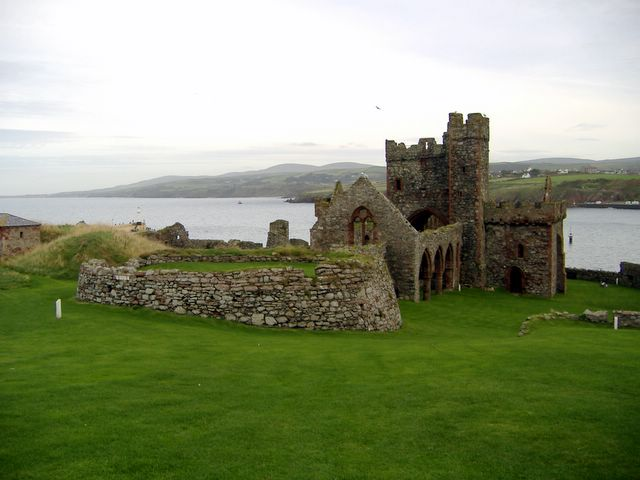
Ruines de la cathédrale Saint-German.

Carte de l'île de Saint-Patrick.

Des traces de présence humaine remontant au Néolithique y ont été découvertes, mais cette découverte ne prouve pas de façon certaine que l'île était habitée. La présence des haches trouvées sur place peut suggérer que l'île de Saint-Patrick avait une fonction religieuse. Les hôtes de l'île étaient selon toute vraisemblance des nomades, dont Saint-Patrick constituait une étape habituelle et qui ne vivaient que de pêche et de chasse.
La présence humaine s'y est raréfiée par la suite, du fait de l'isolement de l'île et des difficultés pour y aborder. Il faudra attendre le VIe siècle pour y noter d'autres traces humaines, en l'occurrence des structures circulaires habitées. Plusieurs couches d'habitat y sont édifiées jusqu'au début du VIIIe siècle, montrant l'attrait de l'île pour sa nouvelle population, désireuses de se protéger, et pratiquant l'agriculture sur plusieurs générations.
L'île a connu une découverte insolite. Dans des bois brûlés datés de 450 av. J.-C. environ, des archéologues ont découvert la présence de puces humaines. On pensait alors que la puce avait été importée dans les îles Britanniques par les Romains à la fin du Ier siècle. Cette découverte prouve que les puces ont pénétré dans les Îles à partir de l'île de Man.

## Dans les lettres
La plage de Fenella, au pied de la chaussée, tient son nom d'un personnage du roman historique Peveril du Pic de Walter Scott (1823). Un épisode du livre a pour cadre le château de Peel.